# Lijst van rivieren in Guinee

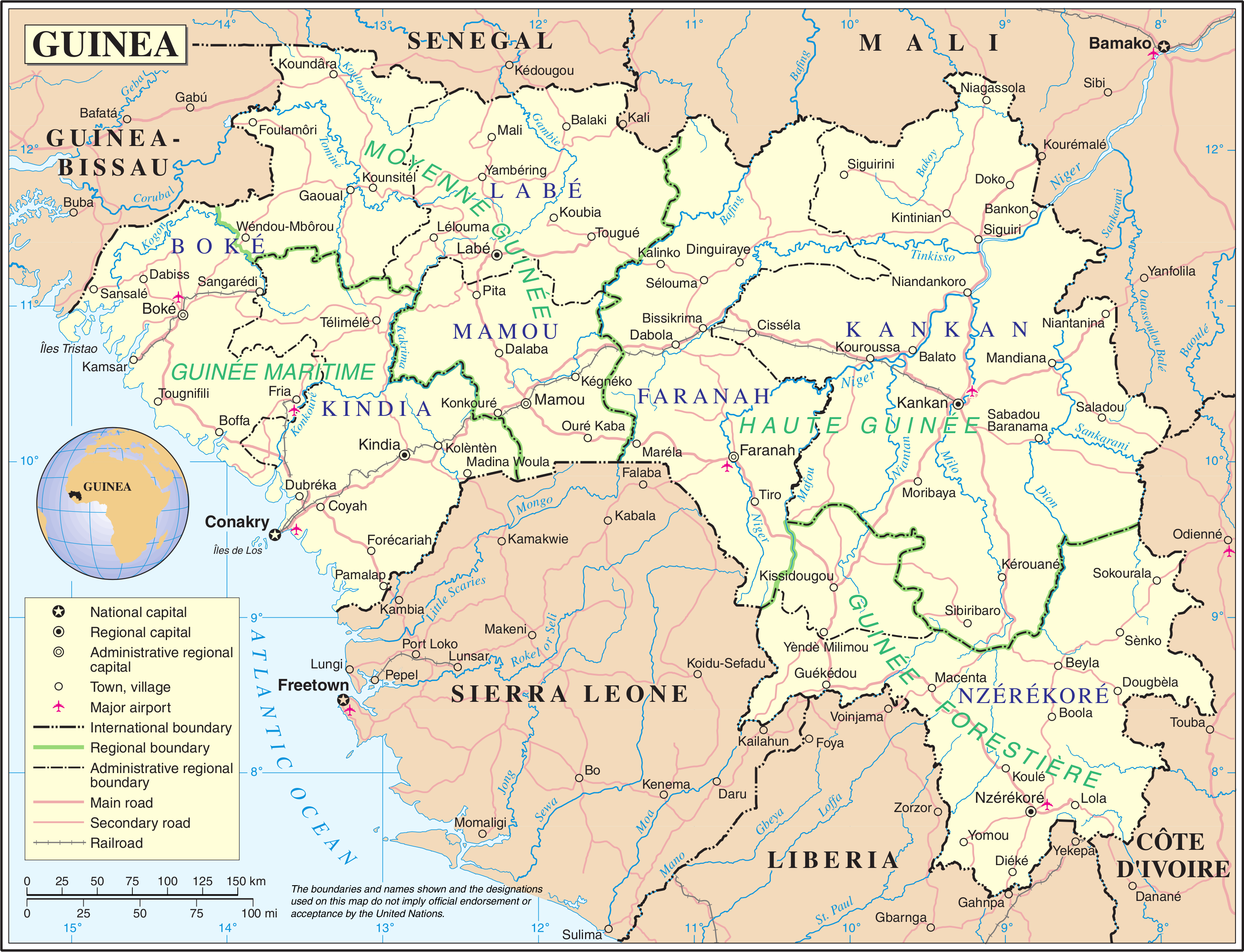
Kaart van Guinee.

Dit is een lijst van rivieren in Guinee. De rivieren in deze lijst zijn geordend naar drainagebekken en de opeenvolgende zijrivieren zijn ingesprongen weergegeven onder de naam van elke hoofdrivier.

## Atlantische Oceaan

In Guinee ontspringt de Niger, een van de belangrijkste rivieren in West-Afrika.

- Sénégal (Senegal)
  - Falémé
  - Bafing
  - Bakoy
    - Kokoro
- Gambia
  - Koulountou
- Geba
  - Corubal (Koliba, Tominé)
- Kogon (Compony)
- Nuñez
- Kitali (Kapatchez, Katako)
- Fatala (Pongo)
- Konkouré
  - Kakrima
- Soumba
- Soumbouya
- Morebaya
- Forécariah
- Mellacoree
- Kolenté (Great Scarcies)
- Kaba (Little Scarcies)
  - Mongo
- Moa
  - Meli
- Mano
- Lofa
  - Lawa
- Saint Paul
  - Nianda
- Saint John
- Cestos
- Cavalla (Cavally)
- Sassandra (Ivoorkust)
  - Gouan (Bafing)
  - Férédougouba (Bagbe)
- Niger
  - Sankarani
    - Ouassoulou (Bale)
    - Dion
    - Gbanhala

  - Fié
  - Tinkisso
    - Bouka

  - Milo
    - Baoulé

  - Niandan
    - Kouya

  - Mafou